# Mary Angel
Mary Angel（メアリーエンジェル）は、かつて大阪府を中心に活動していた日本の女性アイドルグループである。

## 概要
大阪Ruidoを拠点とし、関西を中心に東京・名古屋などでLIVEを行うだけでなく、JR尼崎駅南口にあるエディオンJR尼崎駅店のインストアライブにも単独あるいは合同で出演するなど、計1350回のLIVEを行っていた。
Mary Angelのコンセプトは「裸足で応援したくなるアイドル」で、これはNHK総合テレビ（大阪ローカル）のあほやねん!すきやねん!（2011年9月29日放送）にてMary Angelが取り上げられるに際し、ファン暦の長いファンの1人が考案した事でこのコンセプト（靴→サンダル→裸足）となり、彼女達のライブの際、ファンは裸足になり彼女たちを応援する。
同じ事務所の後輩グループ・さくらんぼう注意報！が、バックダンサーを務めていた時期もある。
ちなみにグループ名の「Mary」とは、結成時の3人のメンバーの頭文字(Maya、Risa、Yu-Ka)を取って名付けられた。

## メンバー
活動終了時の最終在籍メンバー
- Yu-ka（1996年8月18日 - 、A型)愛称は「ゆーたん」

マイメロディやキティちゃんなどの可愛いものが好き。
ブログの始めには、「ハヒフヘホ～」終わりには「ばいばいきーん」と付ける。イメージカラーはピンク。当時はロングヘアーで、ピンクリボンを頭に付けた、ハーフアップと、ツインテールがトレードマークの髪型だったが、2012年５月26日のライブにて、ショートヘアーになったことが発表された。
- Risa（1996年1月23日 - 、B型)愛称は「りーたん」

漫画とコスプレが好き。好きな漫画は黒執事や、主に少女マンガを読む。ブログでは最後に「にゃぽ」と付ける。
合言葉は「がんばりーたん」である。可愛らしい高めの声が特徴である。イメージカラーは緑で、
自分の色のＴシャツを「みどりーたんＴシャツ」と言っている。かなりの不思議ちゃんであり、ブログで子供の頃に
将来なりたかった夢は、キリンだったらしいと語っている。
元メンバー
- Maya（1996年3月13日 - 、A型)愛称は「まぁたん」

鼻にかかった大人っぽい声が特徴。ブログでは最後に「シーサァァー」と付ける。
在籍当時のイメージカラーはイエローである。

## 経歴
- 2007年2月10日、当時小学4年生と5年生の小学生アイドルユニットとして結成。京都・醍醐のショッピング・センター「パセオ・ダイゴロー」で初ライブを開催。
- 2007年、全国かまぼこ連合会イメージソング「カマピー＆チックル」リリース。
- 2007年12月1日、マキシシングル『Angel Wing』をリリースし、CDデビュー。
- 2007年12月28日、初のワンマンライブ、～天使が舞い降りた～を開催。
- 2008年8月17日、2度目のワンマンライブ＆Yu-Kaバースデーが開催される。
- 2009年4月、所属事務所WORLD ONEからFine Promotionに移籍。
- 2009年8月16日、3度目のワンマンライブ、～BRAND NEW WORLD～が開催される。
- 2011年2月12日、年始から42日間の活動休止期間を経て新生Mary Angelとして再出発。まじかるライブ～Mary Angel結成4周年＆復活記念ライブ！～ が開催される。
- 2011年8月、名古屋を拠点に活動するBarbie Lips(N)京都を拠点に活動するPiminy(K)大阪を拠点に活動するMary Angel(O)のメンバーによりNKO☆Lovers!!を結成。「キュンと大好き！」(ミスマガジン出演TVドラマ「もっと熱いぞ！猫ケ谷」のエンディング曲)がシングルで発売（2011年8月17日）され、1曲目「キュンと大好き！」（NKO☆Lovers!!）、2曲目「マイライフ　マイペース」（Barbie Lips）、3曲目「ミラクルなんて信じない」（Piminy）、4曲目「Forever Light」（Mary Angel）が収録される。DVD「キュンと大好き！」（NKO☆Lovers!!）も発売される。なお、Piminyは2013年8月3日に解散。Barbie Lipsは2014年11月2日に解散。
- 2011年9月30日、MayaがMary Angelを卒業。
- 2012年、Marry Dollと共に大阪府のPR大使に選ばれる。大阪魅力発信キャンペーンソング「O・S・A・K・A〜ここはいっぺん行っとかなアカンやろソング〜」のミュージックビデオが公表される。
- 2012年2月22日、シングル「Like an Angel」がオリコンチャートのインディーズシングル部門で週間ランキング1位となる。なお、ＣＤシングル部門(総合)では、週間ランキング28位（2月13日-19日）、デイリーランキング最高17位(2月15日)を記録。
- 2012年9月2日、3年ぶりのワンマンライブ、Mary Angelサバイバルライブ！！～生き残りを賭けた戦い～ が開催される。その後名古屋(2012/12/16)、東京(2013/1/27)でも開催。
- 2013年8月、SKETCHとの定期公演「めあす家の2LDK」がスタート、第1話(2013年8月17日)から第6話(2014年1月18日)まで月１回開催された後、最終話(2014年5月9日)が開催される。なお、SKETCHは2014年6月15日をもって解散。
- 2014年12月23日、Risa・Yu-kaが「2月15日をもってメアリーエンジェルとFinePromotionを卒業します。」と発表。
- 2015年1月18日、東京ラストワンマンライブが開催される。
- 2015年2月15日、卒業ライブ～サバイバルライブファイナル～が開催される。
- 2018年8月11日、渋谷TAKE OFF 7にてG-COMPLExのYu-kaとPOPUPの塚本里咲(RISA)によるMary Angel名義でのライブが行われる。
- 2023年2月12日、大阪RuidoにてMary Angel-revival-が開催され、Yu-kaとRisaによる約100分のライブが行われる。

## ディスコグラフィー

### シングル
1. Angel Wing(2007年12月1日)
  1. Angel Wing (作詞･作曲:根本雄二,編曲:小笠原孝)
  2. First Step (作詞･作曲:根本雄二,編曲:小笠原孝)
  3. Angel Wing (Instrumental)
  4. First Step (Instrumental)
2. BRAND NEW WORLD(2009年8月26日)
  1. BRAND NEW WORLD (作詞:marie,作曲:tsunamix)
  2. Happy Mary♪ (作詞:Myu,作曲:tsunamix)
  3. MANY MOMENTS (作詞･作曲:tsunamix)
  4. BRAND NEW WORLD(Instrumental)
  5. Happy Mary♪(Instrumental)
  6. MANY MOMENTS(Instrumental)
3. 瞬間 -shine heart-(2010年7月28日)
  1. 瞬間 -shine heart- (作詞･作曲:サクライケンタ)
  2. 小さな花 (作詞･作曲:サクライケンタ)
  3. waku2@dreamer (作詞･作曲:サクライケンタ)
  4. 瞬間 -shine heart-(Instrumental)
  5. 小さな花 (Instrumental)
  6. waku2@dreamer(Instrumental)
4. succeed(2011年6月29日)
  1. succeed (作曲･編曲:中土智博,作詞:Yosshy)
  2. I need back (作曲･編曲:中土智博,作詞:サクライケンタ)
  3. succeed(Instrumental)
  4. I need back(Instrumental)
5. Like an Angel(2012年2月15日)
succeedは再録音。

  1. Like an Angel (作曲･編曲:中土智博,作詞:中土寛子)
  2. succeed (作曲･編曲:中土智博,作詞:Yosshy)
  3. Like an Angel(Instrumental)
  4. succeed(Instrumental)
6. 妄想少女メアリー(2013年1月16日)
  1. 妄想少女メアリー (作詞･作曲･編曲:木下智哉)
  2. ME CHA FIRE! (作詞･作曲･編曲:木下智哉)
  3. 天使な小悪魔 (作詞･作曲･編曲:木下智哉)
  4. 妄想少女メアリー(Instrumental)
7. ナナイロ(2013年11月27日)
  1. ナナイロ (作詞:中土寛子,作曲･編曲:中土智博)
  2. Paradise ｄｒｅａｍ (作詞:中土寛子,作曲･編曲:中土智博)
  3. ～ありがとう～ (作詞:中土寛子,作曲･編曲:中土智博)
  4. ナナイロ(Instrumental)
8. 幻想クロニクル(2014年7月2日)
  1. 幻想クロニクル (作詞･作曲･編曲:木下智哉)
  2. イミテーション サマー (作詞･作曲･編曲:重永亮介)
  3. Fighting girl (作詞:中土寛子,作曲･編曲:中土智博)
  4. 幻想クロニクル(Instrumental)
  5. イミテーション サマー(Instrumental)
  6. Fighting girl(Instrumental)

### アルバム
1. まじかる・スター☆≡(2011年3月16日)
Angel Wingは再録音。
最後のボーナストラックは、スペシャルメドレーである。

  1. SUPER ACTION (作詞･作曲:tsunamix)
  2. きらきらスマイリー (作詞･作曲:tsunamix)
  3. トキメキハイスピード (作詞･作曲:サクライケンタ)
  4. Angel Wing (作詞･作曲:根本雄二)
  5. Dream Note (作詞:片山和昭,作曲:小笠原孝)
  6. PRISM (作詞:marie,作曲:tsunamix)
  7. BRAND NEW WORLD (作詞:marie,作曲:tsunamix)
  8. まじかる・スター☆≡ (作詞･作曲:tsunamix)
  9. ミラーボールナイト (作詞･作曲:tsunamix)
  10. Rebirth (作詞:AYA,作曲:小笠原孝･AYA)
  11. Mary Angel SUPER MEGA-MIX
2. Happy☆days!!(2012年8月8日)
  1. Overture ～ Love in Action
  2. 恋するスナイパー (作詞･作曲･編曲:tsunamix)
  3. 大好き！ (作詞:中土寛子,作曲･編曲:中土智博)
  4. music on!!! (作詞･作曲･編曲:サクライケンタ)
  5. スキナ☆ノート (作詞･作曲･編曲:サクライケンタ)
  6. succeed (作詞:Yosshy,作曲･編曲:中土智博)
  7. Angel Wing (New Arrange Ver.) (作詞･作曲:根本雄二,編曲:サクライケンタ)
  8. Forever Light (作詞･作曲･編曲:サクライケンタ)
  9. Everyday Happy☆days!! (作詞:中土寛子,作曲･編曲:中土智博)
  10. Like an Angel (作詞:中土寛子,作曲･編曲:中土智博)
  11. 恋するスナイパー -Aggressive Euro Mix-
3. MARY  BEST(2015年1月21日)
I need backは再録音。2, 13, 17は新曲。

  1. Overture
  2. Angelic Flag (作詞･作曲･編曲:木下智哉)
  3. 大好き！ (作詞:中土寛子,作曲･編曲:中土智博)
  4. 恋するスナイパー (作詞･作曲･編曲:tsunamix)
  5. succeed (作詞:Yosshy,作曲･編曲:中土智博)
  6. I need back (作詞:サクライケンタ,作曲･編曲:中土智博)
  7. Everyday Happy☆days!! (作詞:中土寛子,作曲･編曲:中土智博)
  8. ナナイロ (作詞:中土寛子,作曲･編曲:中土智博)
  9. 妄想少女メアリー (作詞･作曲･編曲:木下智哉)
  10. 天使な小悪魔 (作詞･作曲･編曲:木下智哉)
  11. 幻想クロニクル (作詞･作曲･編曲:木下智哉)
  12. Fighting girl (作詞:中土寛子,作曲･編曲:中土智博)
  13. Brilliant Days (作詞:上田裕子,作曲･編曲:正垣和則)
  14. Forever Light (作詞･作曲･編曲:サクライケンタ)
  15. Like an Angel (作詞:中土寛子,作曲･編曲:中土智博)
  16. Angel Wing (作詞･作曲:根本雄二,編曲:サクライケンタ)
  17. サクハナ・サクユメ (作詞:中土寛子,作曲･編曲:中土智博)

非CD化曲
- ジャンピン・ガール (2008年8月17日発表)
- Precious day (2011年2月12日発表)
- 秘密の願い事 (2011年2月12日発表)
- ブッ飛ばせ！恋のイクジナシ(めあすけ)
- Ride on Time(めあすけ)

カヴァー曲
- reality(dream)
- Movin' on(dream)
- My will(dream)
- Private wars(dream)
- w･h･y(dream)
- Start me up(dream)
- Get Over(dream)
- Our Time(dream)
- solve(dream)(Yu-kaソロ)
- 会いたかった(AKB48)
- BINGO!(AKB48)
- ガラスのILOVEYOU(AKB48)
- ここにいるぜぇ!(モーニング娘。)
- めぐる恋の季節(℃-ute)
- JUMP(℃-ute)
- オリジナル スマイル(SMAP)
- VALENTI(BoA)
- TOMORROW(岡本真夜)
- 愛のために(上戸彩)
- 告白(アイドリング!!!)
- はじまり(チェキッ娘)
- Believe(Folder5)
- You Your You(Z-1)
- STARWAVE(H@chi)
- ハピネス〜幸福歓迎!〜(Berryz工房)
- 赤いスイートピー(松田聖子)
- 夢見る15歳(スマイレージ)
- 現実エントランス(さくらんぼう注意報！)
- 月物語(さくらんぼう注意報！)
- 恋するスナイパー(Jewel Kiss)
- 恋華-LoversFlower-(Jewel Kiss)
- たんぽぽ(タンポポ)(Risaソロ)
- lovetheisland(鈴木あみ)(Risaソロ)
- 帰りたくなったよ(いきものがかり)(Risaソロ)
- 茜色の約束(いきものがかり)(Mayaソロ)
- YELL(いきものがかり)(Yu-kaソロ)
- 赤い糸(新垣結衣)(Risaソロ)
- Pureness(上戸彩)(Risaソロ)
- ハート型ウイルス(AKB48)(Risaソロ)
- タイヨウのうた(Kaoru Amane)(Risaソロ)
- ペルセウス(島谷ひとみ)(Risaソロ)
- Best Friend(Kiroro)(Risaソロ)(Mayaソロ)
- カブトムシ(aiko)(Risaソロ)
- 見えない翼(川嶋あい)(Risaソロ)
- あなたと握手(aiko)(Risaソロ)
- 恋しさと せつなさと 心強さと(篠原涼子)(Mayaソロ)
- heavenly days(新垣結衣)(Mayaソロ)
- 虹(嵐/二宮和也)(Mayaソロ)
- Infinity(GIRL NEXT DOOR)(Mayaソロ)
- 愛(大塚愛)(Yu-kaソロ)
- Orion(GIRL NEXT DOOR)(Yu-kaソロ)
- Love(浜崎あゆみ)(Yu-kaソロ)
- Dependonyou(浜崎あゆみ)(Yu-kaソロ)
- BestPartner(北崎亜衣)(Yu-kaソロ)
- さんぽ(となりのトトロより)、他

## 出演

### テレビ
- アイドルスナイパー2（テレビ大阪）
  - 2009年5月15日深夜
  - 2010年3月27日深夜、Yu-kaのみ出演
  - 2010年4月10日深夜
  - 2010年5月15日深夜
- アイドルスナイパー3（2010年6月26日26:15～、テレビ大阪）
- たかじん胸いっぱい（2011年5月28日12:00-13:00、関西テレビ）
- あほやねん!すきやねん!（2011年9月29日17:10-17:57、NHK総合、大阪ローカル）
- 魁！音楽番付～EIGHT～（2012年5月30日25:50-、フジテレビ、関東ローカル）
- おはよう朝日です（2013年10月2日6:53-6:56のコーナーで、テレビ朝日）
- ゴッドタン（2014年3月15日深夜、テレビ東京、2014年4月6日25:11-25:41、テレビ大阪）

### ラジオ
- 中川ヒロシのミッドナイトトーク（2010年6月15日25:00-25:30、RisaとYu-kaがゲスト出演、ラジオ関西）
- 中川ヒロシのミッドナイトトーク（2010年6月16日25:00-25:30、RisaとYu-kaがゲスト出演、ラジオ関西）
- FMひらかた、駅前サテライトスタジオから公開生放送（2010年7月17日12:15-12:40、FMひらかた）
- SWEET SWEETS（2011年8月5日21:00-22:00、MayaとYu-kaがゲスト出演、FM大阪）
- U.M.Uご当地アイドルフェスティバル ～ジモラブNo.1決定戦～（2012年5月3日13:05-14:55、NHKふれあいホールから生放送 、NHKラジオ第一）
- プロムナード82.4（2012年7月12日17:35-、エフエムもりぐち(FM-HANAKO)）
- ミラクルマーチのミラクルラヂヲ（2013年11月3日(火)22:00-22:30、(再放送)2013年11月7日(土)13:30-14:00、FMおだわら）
- うたぐみParty（2014年2月19日21:00-22:00、MBSラジオ）

### 雑誌
- 『ヤンヤン - ポップアイドル CLOSE UP マガジン』（Vol.14, Page 107, 2010.7.10、徳間書店）
- 『リアル系アイドル図鑑』（Page.33, 50-51, 59,  2011.4.11、リイド社）
- 『CDジャーナル』 2011年11月号（Vol.55, No.11, Page 178, 2011.11.1、音楽出版社）
- 『東京グラフィティ』 第83号（Vol.83, Page 53, 2011.7.25、グラフィティ（発売当時は「グラフィティマガジンズ」））
- 『シーエム・ナウ』 7月号（Vol.157, Page 158, 2012.7.15、玄光社）
- 『アイドル・ソング・クロニクル 2002-2012』（ミュージック・マガジン9月号増刊 Vol.44, No.11 Page 135, 2012.9.20、ミュージック・マガジン）
- 『週刊漫画ゴラク』（日本文芸社）
  - 5月4日号（Vol.49, No.17, 2012.4.20）
  - 5月11･18日号（Vol.49, No.18, 2012.4.27）
  - 5月25日号（Vol.49, No.19, 2012.5.11）
- 『BUBKA』11月号（Vol.1, No.1, Page 32, 2012.7.10、白夜書房）
- 『De☆View』2012年8月号（Vol.30, No.8, Page 101, 2012.8.1、オリコン・エンタテインメント）
- 『地域限定ハローキティ15周年記念オフィシャルナビゲートブック2013』（M-ON! ANNEX 564号 Page 98-99, 2013.4.26、 エムオン・エンタテインメント）
- 『ORIGINAL CONFIDENCE』2014年7月28日号（オリコン・エンタテインメント）

## ソロ活動

### Yu-ka
- (ドラマ)天王寺ブロードウェー（2010年7月30日(金)20:00-20:45、NHK総合、大阪ローカル）NHK大阪放送局制作。ユミダンスファクトリーの一員としてダンスで出演。「かんさい特集」として放送。2011年3月21日(月)15:05-15:50には全国放送が予定されていたが、東日本大震災の影響で実現しなかった。
- (新聞広告)薬用太陽のさちEX(株式会社マックス-大阪府八尾市)（2011年5月30日(月)、日本経済新聞朝刊、大阪版、Page 19、カラー）